# Welterbe in Montenegro
Zum Welterbe in Montenegro gehören (Stand 2017) vier UNESCO-Welterbestätten, darunter drei Stätten des Weltkulturerbes und eine Stätte des Weltnaturerbes. Zwei dieser Stätten sind transnational. Die erste Welterbestätte wurden 1979 in die Welterbeliste aufgenommen, als Montenegro noch eine der sechs Teilrepubliken von Jugoslawien war, eine weitere folgte 1980. Nach Erlangung der Unabhängigkeit 2006 hat Montenegro die Welterbekonvention noch im selben Jahr ratifiziert, aber erst 2016 eine neue Welterbestätte erhalten. Die bislang letzte Welterbestätte wurde 2017 eingetragen.

## Welterbestätten
Die folgende Tabelle listet die UNESCO-Welterbestätten in Montenegro in chronologischer Reihenfolge nach dem Jahr ihrer Aufnahme in die Welterbeliste (K – Kulturerbe, N – Naturerbe, K/N – gemischt, (G) – auf der Liste des gefährdeten Welterbes).
| Bild                                                            | Bezeichnung                                                            | Jahr | Typ | Ref. | Beschreibung |
| --------------------------------------------------------------- | ---------------------------------------------------------------------- | ---- | --- | ---- | --- |
| Insel Sveti Đorđe in der Bucht von Kotor (weitere Bilder)       | Natürliche und kulturhistorische Region Kotors (Lage)                  | 1979 | K   | 125  | Die Bucht von Kotor ist eine fast 30 km lange, von hohen und sehr steilen Bergflanken gesäumte, stark gewundene fjordartige Bucht. |
| Nationalpark Durmitor (weitere Bilder)                          | Nationalpark Durmitor (Lage)                                           | 1980 | N   | 109  | Das als Welterbe geschützte Gebiet umfasst das Bergmassiv Durmitor und die durch den Fluss Tara gebildete Tara-Schlucht |
| Stećci bei Žabljak (weitere Bilder)                             | Stećci - Mittelalterliche Grabsteine                                   | 2016 | K   | 1504 | Stećci (Singular Stećak) sind Grabsteine in der Balkanregion, die meist auf das 14. und 15. Jahrhundert datiert werden. In Montenegro wurden drei Stätten zum Welterbe erklärt: Bare Žugića in Žabljak, Grčko groblje in Žabljak und in Plužine. Weitere Stätten befinden sich in Kroatien, Bosnien und Herzegowina und Serbien. |
| Venezianisches Verteidigungssystem des 16. bis 17. Jahrhunderts | Venezianisches Verteidigungssystem des 16. bis 17. Jahrhunderts (Lage) | 2017 | K   | 1533 | Grenzübergreifend mit Italien und Kroatien. Eingeschlossen ist die befestigte Stadt von Kotor. |

## Tentativliste
In der Tentativliste sind die Stätten eingetragen, die für eine Nominierung zur Aufnahme in die Welterbeliste vorgesehen sind.

### Aktuelle Welterbekandidaten
Mit Stand 2021 sind sechs Stätten in der Tentativliste von Montenegro eingetragen, die letzte Eintragung erfolgte 2019.
Die folgende Tabelle listet die Stätten in chronologischer Reihenfolge nach dem Jahr ihrer Aufnahme in die Tentativliste.
| Bild                                                                                         | Bezeichnung                                                                                  | Jahr | Typ | Ref. | Beschreibung |
| -------------------------------------------------------------------------------------------- | -------------------------------------------------------------------------------------------- | ---- | --- | ---- | --- |
| Historischer Kern von Cetinje                                                                | Historischer Kern von Cetinje (Lage)                                                         | 2010 | K   | 5561 | Vom Ende des 15. Jahrhunderts bis 1918 war Cetinje die Hauptstadt Montenegros. Hier residierten zuerst die Fürsten aus der Familie Crnojević und seit 1516 die Vladikas, die Fürstbischöfe, die bis zur Mitte des 19. Jahrhunderts geistliches und weltliches Oberhaupt der Montenegriner waren. Heute sind noch einige relativ gut erhaltene frühere königliche und Regierungsbauten sowie ein Kloster erhalten. |
| Altstadt von Bar                                                                             | Altstadt von Bar (Lage)                                                                      | 2010 | K   | 5562 | Im Laufe der Jahrhunderte wurde Bar von Illyrern, Serben, Venezianern, Osmanen und weiteren beherrscht. |
| Doclea                                                                                       | Doclea (Lage)                                                                                | 2010 | K   | 5563 | Das Gebiet rund um Doclea wurde von verschiedenen Kulturen bewohnt und geprägt. |
| Nationalpark Biogradska Gora                                                                 | Nationalpark Biogradska Gora (Lage)                                                          | 2010 | N   | 5569 | Biogradska Gora ist ein für seinen Urwald mit über fünfhundert Jahre alten Bäumen bekannter Nationalpark. |
| (weitere Bilder)                                                                             | Altstadt von Ulcinj (Lage)                                                                   | 2018 | K   | 6300 | Die Altstadt von Ulcinj stellt ein einzigartiges Beispiel dar, für die Verflechtung orientalischer und mediterraner Architekturkonzepte. Älteste Siedlungsspuren lassen sich auf das 4. oder 5. Jahrhundert v. Chr. datieren. |
| Buchenurwälder und Alte Buchenwälder der Karpaten und anderer Regionen Europas (Erweiterung) | Buchenurwälder und Alte Buchenwälder der Karpaten und anderer Regionen Europas (Erweiterung) | 2018 | N   | 6325 | Erweiterung der Welterbestätte Buchenurwälder und Alte Buchenwälder der Karpaten und anderer Regionen Europas um ein Schutzgebiet im Nationalpark Biogradska Gora. Die Einzelbewebung des Nationalparks Biogradska Gora (Ref. 5569) besteht weiterhin. 2021 wurde die Nominierung von der IUCN abgelehnt. |

### Ehemalige Welterbekandidaten
Diese Stätten standen früher auf der Tentativliste, wurden jedoch wieder zurückgezogen oder von der UNESCO abgelehnt. Stätten, die in anderen Einträgen auf der Tentativliste enthalten oder Bestandteile von Welterbestätten sind, werden hier nicht berücksichtigt.
| Bild           | Bezeichnung                                                     | Jahr      | Typ | Ref. | Beschreibung |
| -------------- | --------------------------------------------------------------- | --------- | --- | ---- | --- |
| Kloster Morača | Kloster Morača                                                  | 1993–1996 | K   |      | |
| Herceg Novi    | Venezianisches Verteidigungssystem des 15. bis 17. Jahrhunderts | 2013–2017 | K   | 5853 | Der ursprüngliche Vorschlag enthielt aus Montenegro auch Herceg Novi und Ulcinj, die jedoch 2017 nicht in die transnationale Welterbestätte (Ref. 1533) aufgenommen wurden. |